# Francesc Betriu
Francesc Betriu, né le 18 janvier 1940 à Organyà (province de Lérida) et mort le 7 octobre 2020 à Valence (province de Valence), est un réalisateur et scénariste espagnol.
Il est parfois connu sous les noms Francisco Betriu, Francesc Betriu Cabeceran ou Paco Betriu. Son œuvre met en évidence le ton de la comédie noire de l'époque franquiste et son intérêt pour la littérature, avec des adaptations au cinéma d'auteurs tels que Miguel Delibes, Juan Marsé, Ramón J. Sender et Mercè Rodoreda. L'Académie du cinéma catalan le considère comme « un nom essentiel pour comprendre l'Espagne de la dictature et de la transition, ainsi que la relation entre le cinéma et la littérature ».

## Filmographie partielle

### Réalisateur
- 1972 : Cœur solitaire (Corazón solitario)
- 1975 : Furia española (es)
- 1976 : La viuda andaluza
- 1979 : Los fieles sirvientes
- 1982 : La plaça del Diamant
- 1985 : Réquiem por un campesino español (es)
- 1988 : Sinatra
- 1996 : La duquesa roja
- 1998 : Una pareja perfecta
- 2000 : El paraíso ya no es lo que era
- 2004 : La madre de mi marido
- 2009 : Mónica del Raval (es)
- 2012 : El día que murió Gracia Imperio

### Scénariste
- 1965 : Historias de la fiesta
- 1972 : Cœur solitaire (Corazón solitario)
- 1975 : Furia española (es)
- 1976 : La viuda andaluza
- 1988 : Sinatra
- 2009 : Mónica del Raval (es)